# Gosei 2023
Il Gosei 2023 è stata la quarantottesima edizione del torneo goistico giapponese Gosei. 

## Svolgimento
- W indica vittoria col bianco
- B indica vittoria col nero
- X indica la sconfitta
- +R indica che la partita si è conclusa per abbandono
- +N indica lo scarto dei punti a fine partita
- +F indica la vittoria per forfeit
- +T indica la vittoria per timeout
- +? indica una vittoria con scarto sconosciuto
- V indica una vittoria in cui non si conosce scarto e colore del giocatore

### Fase preliminare
La fase preliminare serve a determinare chi accede al torneo per la selezione dello sfidante. Consiste in un torneo preliminare, i cui vincitori sono qualificati al torneo per la determinazione dello sfidante.

### Determinazione dello sfidante
|  | Primo turno      | Primo turno |  |  | Secondo turno    | Secondo turno |                  |              | Terzo turno | Terzo turno |  |  | Semifinale | Semifinale |  |  | Finale | Finale |
|  |                  |             |  |  |                  |               |                  |              |             |             |  |  |            |            |  |  |        |        |
|  |                  |             |  |  |                  |               |                  |              |             |             |  |  |            |            |  |  |        |        |
|  |                  |             |  |  | Ryo Ichiriki     | B+R           |                  |              |             |             |  |  |            |            |  |  |        |        |
|  | Atsushi Ida      |             |  |  | Rina Fujisawa    |               |                  |              |             |             |  |  |            |            |  |  |        |        |
|  | Rina Fujisawa    | W+R         |  |  |                  |               |                  | Ryo Ichiriki | W+R         |             |  |  |            |            |  |  |        |        |
|  | Shinji Suzuki    | B+R         |  |  | Shinji Suzuki    |               |                  |              |             |             |  |  |            |            |  |  |        |        |
|  | Hiroto Kunisawa  |             |  |  | Shinji Suzuki    | W+R           |                  |              |             |             |  |  |            |            |  |  |        |        |
|  | Iso Ko           |             |  |  | Kimio Yamada     |               |                  |              |             |             |  |  |            |            |  |  |        |        |
|  | Kimio Yamada     | B+R         |  |  |                  |               |                  | Ryo Ichiriki | W+R         |             |  |  |            |            |  |  |        |        |
|  | Ryuhei Onishi    | W+R         |  |  | Ryuhei Onishi    |               |                  |              |             |             |  |  |            |            |  |  |        |        |
|  | Shuta Terada     |             |  |  | Ryuhei Onishi    | W+R           |                  |              |             |             |  |  |            |            |  |  |        |        |
|  | Akiyoshi Hon     |             |  |  | Sakiya Numadate  |               |                  |              |             |             |  |  |            |            |  |  |        |        |
|  | Sakiya Numadate  | W+R         |  |  |                  |               | Ryuhei Onishi    | B+R          |             |             |  |  |            |            |  |  |        |        |
|  | Tatsuya Shida    | B+R         |  |  | Yuichi Hirose    |               |                  |              |             |             |  |  |            |            |  |  |        |        |
|  | Satoshi Yuki     |             |  |  | Tatsuya Shida    |               |                  |              |             |             |  |  |            |            |  |  |        |        |
|  | So Yokoku        |             |  |  | Yuichi Hirose    | W+R           |                  |              |             |             |  |  |            |            |  |  |        |        |
|  | Yuichi Hirose    | W+1,5       |  |  |                  |               |                  | Ryo Ichiriki | W+R         |             |  |  |            |            |  |  |        |        |
|  |                  |             |  |  | Yu Zhengqi       |               |                  |              |             |             |  |  |            |            |  |  |        |        |
|  |                  |             |  |  | Takenobu Nishi   | B+2,5         |                  |              |             |             |  |  |            |            |  |  |        |        |
|  | Katsuya Motoki   |             |  |  | Toshimasa Adachi |               |                  |              |             |             |  |  |            |            |  |  |        |        |
|  | Toshimasa Adachi | W+R         |  |  |                  |               | Takenobu Nishi   |              |             |             |  |  |            |            |  |  |        |        |
|  | Yuki Sakai       |             |  |  | Daisuke Murakawa | W+R           |                  |              |             |             |  |  |            |            |  |  |        |        |
|  | Daisuke Murakawa | B+R         |  |  | Daisuke Murakawa | B+R           |                  |              |             |             |  |  |            |            |  |  |        |        |
|  | Toru Taniguchi   |             |  |  | Cho U            |               |                  |              |             |             |  |  |            |            |  |  |        |        |
|  | Cho U            | W+R         |  |  |                  |               | Daisuke Murakawa |              |             |             |  |  |            |            |  |  |        |        |
|  | Toramaru Shibano | B+R         |  |  | Yu Zhengqi       | W+R           |                  |              |             |             |  |  |            |            |  |  |        |        |
|  | Kotaro Seki      |             |  |  | Toramaru Shibano | B+R           |                  |              |             |             |  |  |            |            |  |  |        |        |
|  | Yu Otake         | B+R         |  |  | Yu Otake         |               |                  |              |             |             |  |  |            |            |  |  |        |        |
|  | Yutaka Furuya    |             |  |  |                  |               | Toramaru Shibano |              |             |             |  |  |            |            |  |  |        |        |
|  | Rin Kono         | B+R         |  |  | Yu Zhengqi       | W+R           |                  |              |             |             |  |  |            |            |  |  |        |        |
|  | Kyo Kagen        |             |  |  | Rin Kono         |               |                  |              |             |             |  |  |            |            |  |  |        |        |
|  |                  |             |  |  | Yu Zhengqi       | W+R           |                  |              |             |             |  |  |            |            |  |  |        |        |
|  |                  |             |  |  |                  |               |                  |              |             |             |  |  |            |            |  |  |        |        |

### Finale
La finale è una sfida al meglio delle cinque partite, il detentore Iyama Yuta affronterà lo sfidante scelto tramite il processo di qualificazione.